# Meliosma mexicana
Meliosma mexicana är en tvåhjärtbladig växtart som beskrevs av Victor W. Steinmann. Meliosma mexicana ingår i släktet Meliosma och familjen Sabiaceae. Inga underarter finns listade.